# Francesc Bofarull i Figuerola
|  | Per a altres significats, vegeu «Francesc Bofarull». |

Francesc Bofarull i Figuerola (Valls, 25 de juny del 1962) és un folklorista, compositor i fotògraf aficionat, autor de sardanes revesses i de músiques dels balls folklòrics del bestiari popular vallenc.
Complementà els estudis de piano i solfeig amb els de gralla, amb Miquel Rius; posteriorment fundà un grup de grallers, d'on sorgí el futur musicòleg Francesc Sans. Durant més de 12 anys Bofarull formà part de l'equip directiu de l'entitat folklòrica vallenca Unió Anelles de la Flama i visqué el pas d'una entitat purament sardanista a una entitat oberta a la cultura popular en sentit més ampli. Entre altres activitats, participà activament en la recuperació del bestiari, la composició de la música i la direcció d'un grup de grallers del Drac i els Diables de Valls a partir de l'any 1985. També participà en la recuperació del Ball de Gitanes i la creació del grup d'animació All i Oli. El 2009 va ser, juntament amb Joan M. Viñas, coordinador del llibre La festa és al carrer. Cultura popular i tradicional de Valls. Història de la Unió Anelles de la Flama, de Roger Roig Cèsar. Quan el 2011 deixà l'entitat, seguí component, i obra seva foren les músiques de l'Ós i del Lleó del bestiari popular local.
En el vessant sardanístic, les tretze sardanes que compongué, conjuntament amb Emili Aubareda, s'han tocat principalment a concursos de sardanes i de revesses de Valls i comarca. Premi a la tradició festiva, Francesc Bofarull va ser homenatjat en el decurs de la festa de Sant Joan de Valls l'any 2011.

## Obres[4]
- Ball de l'Ós [de Valls] (Sant Joan 1999)[6]
- Ball de la Mulassa (Sant Joan 1987)
- Ball dels dracs [de Valls] (Sant Joan 1985)
- Ball del Lleó (de Valls) (Decennals 2011)
- Ball de Bou Tradicional (de Valls) (Juny 2012) amb motiu del 40è aniversari de la Unió Anelles de la Flama (UAF)
- Sardanes revesses, amb numeració consecutiva[7]